# Oružane snage
Oružane snage su oružana sila neke zemlje, obučena i opremljena za rat. Sastoji se od svih njenih vojnih postrojbi. Često se oružane snage koristi izraz vojska. Svrha vojske je djelovati u ratu i miru, u ratu čuvati integritet države koju se brani, u miru vojska često služi kao pomoć građanima u izvanrednim okolnostima (požari, potresi, poplave, itd), a sve su učestalija sudjelovanja manjih ili većih vojnih postrojbi u mirovnim misijama širom svijeta, obično pod pokroviteljstvom Ujedinjenih naroda.

## Grane i rodovi
- kopnena vojska
  - pješaštvo
  - topništvo (topničko-raketne postrojbe)
  - oklopništvo (oklopne postojbe)
- ratna mornarica
- ratno zrakoplovstvo i PZO
- postrojbe za posebne namjene

## Poveznice
- Oružane snage Republike Hrvatske
- Vojna povijest

## Vanjske poveznice
- Hrvatska enciklopedija, članak "oružane snage"